# Rainer Weingärtner

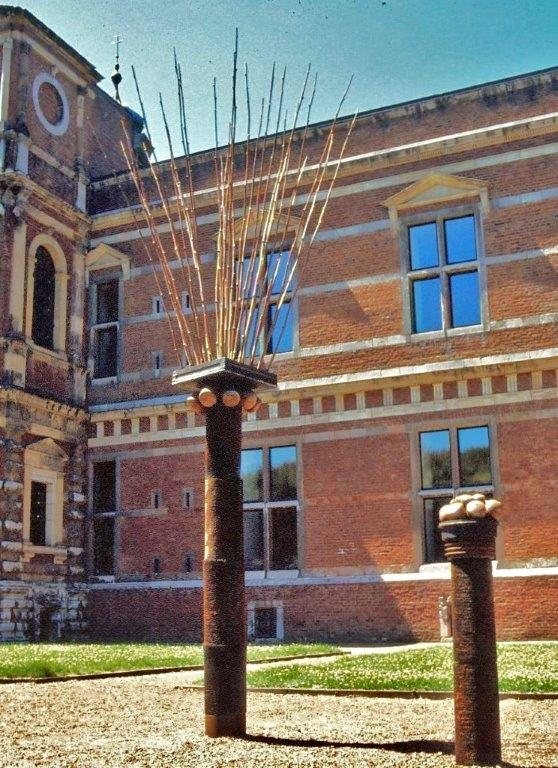
'LaborArbor' H=4m, KV Jülich, Zitadelle Skulpturenpark '90, Copyright Rainer Weingärtner

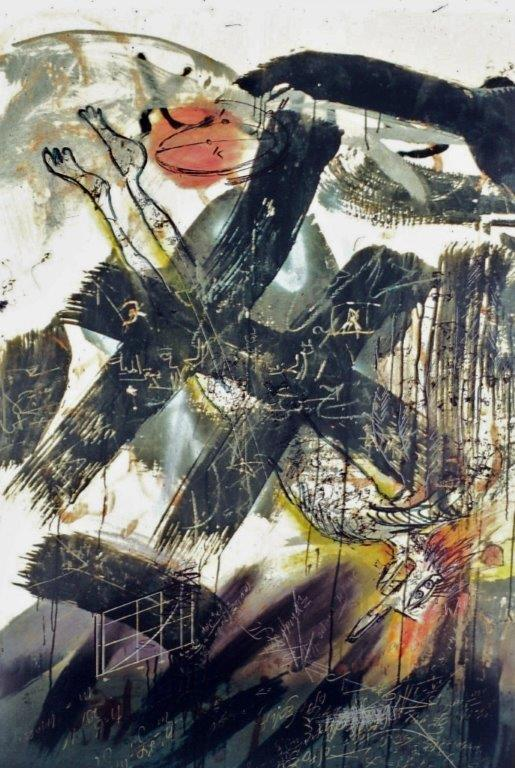
'IKAR', Diamanipulation, Zeichnung 75 × 50 cm, Copyright Rainer Weingärtner

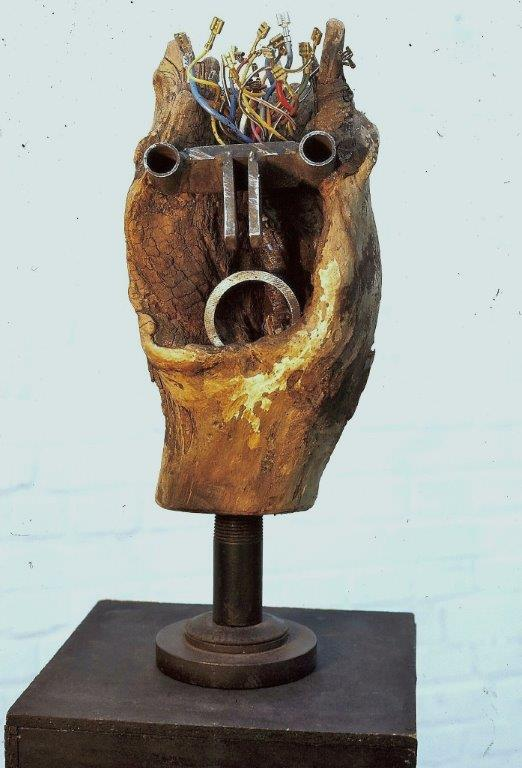
'Shockheaded Faraday', Holz, Kabel, Eisen H=44 cm, Copyright Rainer Weingärtner

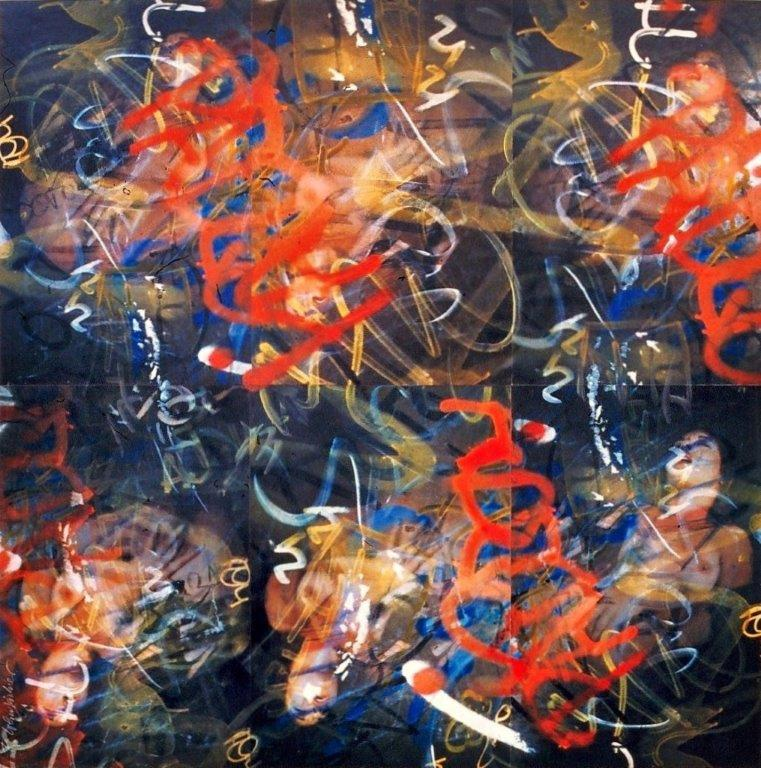
'Maitresse de soi', 121 × 117 cm, Ankauf Sammlung NRW, Reichsabtei Kornelimünster, Copyright Rainer Weingärtner

Rainer Weingärtner (* 6. Dezember 1937 in Iserlohn; † 8. November 2023) war ein deutscher Objektemacher und Grafiker.

## Biografie
Weingärtner studierte von 1958 bis 1963 Grafik an der Folkwangschule für Gestaltung in Essen bei Professor Max Burchartz und Professor Josef Urbach.
Von 1964 bis 1982 arbeitete er als Artdirector in Düsseldorfer Werbeagenturen für internationale Firmen und Institutionen. 1980 starb sein 19-jähriger Sohn. Seit 1982 ist er mit Lisa Rave-Weingärtner verheiratet.
Weingärtner arbeitete seit 1983 als freischaffender Künstler in Düsseldorf. Nachdem er die Welt der Konsumwerbung verlassen hatte, beschäftigte er sich mit deren Kehrseite. Er konfrontierte in seinen Objekten technoides Fundmaterial aus dem Sperrmüll mit biologischem Schwemmgut vom Rheinufer, später auch von der Riviera. 1987 erfolgte ein Skulpturenankauf der 8. Biennale für Satire in der Kunst, Gabrowo Bulgarien. 1991 und 1996 hatte er je 2 Monate lang ein Gastatelier im Künstlerdorf Ein Hod/Israel, Künstler-Austausch der Stadt Düsseldorf. 1993/1997/1999 arbeitete er jeweils für zwei Monate in einem Gastatelier des Vereins der Düsseldorfer Künstler in der 'Cité Internationale des Arts' in Paris. 2003 erwarb Weingärtner in Ligurien auf einem Stück Wildnis ein kleines Haus nahe dem meernahen Voralpendorf Apricale, das er im Sommerhalbjahr in Eigenarbeit bei reduzierter Ausstellungstätigkeit ausbaute bis zum Verkauf 2017 aus Altersgründen. In dieser Zeit entstanden auch 240 satirische Gedichte mit 17 Zeichnungen, die 2009 im Geest-Verlag erschienen sind.
Die Gastatelieraufenthalte in Israel veranlassten Weingärtner mit der analogen Kamera (parallel zu den Objektfunden) Strukturen in der Fläche zu sammeln. Graffiti- und Plakatierungsreste aus Israel, Jerusalem, der Westbank (auch christliche Graffiti aus Bethlehem). Diese Funde aus beiden Schriftkulturen mischte Weingärtner im Dia-Sandwich-Verfahren zu informell-abstrakt wirkenden Kompositionen, da in Europa weder Hebräisch noch Arabisch zu lesen verstanden wird. Die Gastatelieraufenthalte in der „Cité Internationale des Arts“ hat Weingärtner dazu benutzt Louvre-Exponate, Erotikjournal-Ausschnitte, Plakatierungsreste mit Pariser Graffiti-Strukturresten zu mischen. Diese und weitere Funde aus Europa, New York, Bangkok etc. waren die Basis für abstrakte wie auch figurative Kompositionen, denen wenn erforderlich auch Eiweißlasur-Zeichnung hinzugefügt wurde.
Weingärtner arbeitete mit in der Regel als hässlich bzw. unwert empfundenem Fundmaterial, dem er nach dem Evolutions-Prinzip Zufall (der Funde) und Notwendigkeit (des künstlerischen Eingriffs) wieder eine Wertigkeit und einen poetischen Glanz geben wollte.

## Ausstellungen
- 1985: 'HEINRICH HEINE - Eine Begegnung', Deutsch-Niederl. Wanderausstellung: D'dorf, Kunstpalast – Heerlen, Stadsschouwburg – Amsterdam, De Nieuwe Kerk – Eindhoven, de Krabbedans – Rotterdam, Goethe-Institut –
- 1986: 'HEINRICH HEINE - Eine Begegnung', Deutsch-Niederl. Wanderausstellung: Nijmegen, Stadsschouwburg – Venlo, Museum van Bommel-van Dam – Bielefeld, Ravensberger Spinnerei – Wesel, Städtische Galerie, K
- 1986: Jülich, KUNSTAKTION WASSER, Kunstverein Jülich e.V., K
- 1987: Gabrowo/Bulgarien, 8. Intern. Biennale Satire in der Kunst, K
- 1988: Vilnius/Litauen, Kunsthalle: 25 Niederrheinische Künstler, K
- 1988: Frankfurt/Main, Eiserner Steg: SKULPTUREN AN DEN MAIN, K
- 1990: Düsseldorf, Ballhaus (mit Sighard Gille, Peter Könitz, Hardy Döhrn, Reiner Roemer)
- 1990: Moskau, INTERART, Sokolniki-Hallen, K
- 1990: Kunstverein Jülich e.V.: SKULPTURENPARK IN DER ZITADELLE, K
- 1991: Tilburg, Niederlande, Centrum voor Kunst (mit Ursula Bolck-Jopp, Dieter Crumbiegel), K
- 1992: St.Cyr l'Ecole/Versailles, Deutsch. Kulturfestival, Goethe-Institut u. a.: Credit Agricole, E
- 1993: Brakel, Kunst in St. Michael, E – Düsseldorf, Ballhaus (Performance: Michaele Cox), E
- 1994: Jülich, Kulturhaus, Kunstverein Jülich e.V., E
- 1994: ART COLOGNE, Kunsthaus Langenberg e..V.: GRUNDSTEINKISTE, K
- 1995: Hemer, Stiftung für Kunst und Kultur, SSK Hemer, E
- 1995: Düsseldorf, Wirtschaftsministerium: Internationale Künstleraustausch
- 1995: Solingen, Klingenmuseum: Bergische Kunstausstellung, K
- 1996: Willich, Städt. Galerie Schloss Neersen, E – Ein Hod bei Haifa, Kulturhaus, E
- 1998: Jülich, Landesgartenschau NRW: Objektgruppe, K
- 1998: Landtag NRW, MIFGASH Deutsch-Israelische Ausstellung
- 1999: Jever, Künstlerforum e.V., Galerie im Lokschuppen, E
- 2000: Mülheim/Ruhr, Kunstmuseum in der Alten Post, E
- 2000: Langenberg, Kunsthaus Langenberg e.V: Projekt TUCHFÜHLUNG 2, K
- 2000: Kranj, Slowenien, Weltfestival Kunst auf Papier. K
- 2001: Kornelimünster, ehem. Reichsabtei, Landessammlung NRW: Ankäufe seit 1945
- 2002: Mülheim/Ruhr, 160 Jahre Stadtsparkasse: PORCUS ARTIS, K
- 2004: Mülheim/Ruhr, Kunstmuseum. Schachtelkunst
- 2006–2007: Wanderausstellung, Kunstsammlung ehem. Reichsabtei Kornelimünster: 'FOTOKUNST AUS 60 JAHREN - KUNST AUS NRW UNTERWEGS': Herne, Flottmann-Hallen –  Ratingen, Städtisches Museum –  Emsdetten, Galerie Münsterland e.V., K
- 2009: Düsseldorf, Café Mondrian und Galerie Klaus Bänder, Zeichnungen, Lesung: satirische Gedichte: Sexameter-Salbeien-Skurrilosophismen, Geest-Verlag, E
- 2016: SITTart Galerie, Verein der D'dorfer Künstler *1844, mit Klaus Ritterbusch, E
- 2017: Düsseldorf, Rathaus: FARBE BEKENNEN
- 2018: Jülich, Hexenturm, Kunstverein Jülich e.V., Zum 80. Lebensjahr, E
- 2019: Düsseldorf, Stadtmuseum: 'ZWISCHEN HUNGERTUCH UND KUNSTPALAST', 175 Jahre Verein Düsseldorfer Künstler *1844, K
- 2020: Düsseldorf, Stadtmuseum: 'DA! Art-Award 2020', 68 nominierte Arbeiten
- 2022: Düsseldorf: 'MEERSTEINGUT' Galerie Peter Tedden
- 1986–1990/1992/1994 -1999/2001: Düsseldorf, Kunstpalast, GROSSE KUNSTAUSSTELLUNG NRW, K

E=Einzelausstellung K=Katalog - Galerieausstellungen.: Düsseldorf, Köln, Frankfurt, Wesel, Wilhelmshaven, Iserlohn